# Calciatori della Virtus Entella

Ermes Nadalin, il giocatore con più presenze (388) nella storia dell'Entella.

Dalla fondazione avvenuta nel 1914 al termine della stagione 2023-2024 sono 1 283 i calciatori della Virtus Entella, società calcistica italiana con sede a Chiavari.
Tra i giocatori di rilievo figurano, per la prima parte del XX secolo, Enrico Sannazzari - uno dei fondatori - e due calciatori che contribuirono al raggiungimento della Serie C fin dalla sua fondazione nel 1935: Mario Bossarelli e Beppino Gatti, quest'ultimo primatista assoluto di reti segnate. Due dei giocatori più rappresentativi durante il periodo in Serie C tra gli anni 1930 e 1940 furono Giovanni Canale e Gino Becattini, mentre il dopoguerra vide l'arrivo a Chiavari di calciatori celebri quali Gino Callegari e il Campione del mondo Mario Genta.
Negli anni 1960 tra i protagonisti del ritorno in Serie C si distinsero per l'apporto realizzativo Giorgio Piazza e Basilio Parodi; i calciatori maggiormente rappresentativi del mantenimento della categoria furono Mario Delle Piane, Alessandro Giordan ed Ermes Nadalin, quest'ultimo primatista assoluto di presenze. Negli anni 1980 trascorse una stagione all'Entella Nello Saltutti, attaccante con oltre 40 reti all'attivo in Serie A, prima del ritorno della squadra tra i professionisti in Serie C2, categoria in cui il miglior realizzatore fu Maurizio Antonucci ed il più presente Alberto Mariani.
Ad inizio XXI secolo Andrea Paroni è stato giocatore-simbolo dell'ascesa dalla Serie D alla Serie B, alla quale contribuirono anche i gol di Daniele Rosso e l'esperienza di Ighli Vannucchi. Tra i calciatori più rappresentativi del seguente periodo in serie cadetta figurano Francesco Caputo, Michele Pellizzer e Michele Troiano.
Diversi giocatori dell'Entella hanno raggiunto l'apice della loro carriera dopo aver lasciato la squadra: è il caso di Bruno Petković, Dany Mota, Giuliano Taccola, Franco Vannini è Nicolò Zaniolo. Alcuni calciatori dell'Entella, infine, si sono dopo il ritiro affermati come allenatori: tra questi Giovanni Galeone, Giuseppe Sannino e Luciano Spalletti.

## Lista dei capitani
L'Entella adottò la figura del capitano fin dalla sua fondazione ed ancor prima di prendere parte a campionati ufficiali: il primo capitano fu uno degli stessi fondatori, Enrico Sannazzari. La fascia è stata indossata successivamente da numerosi calciatori: in Serie C negli anni 1960 si alternarono principalmente Ermes Nadalin e Mario Delle Piane, mentre in occasione dei due maggiori successi ottenuti dalla squadra - Lega Pro Prima Divisione 2013-2014 e Serie C 2018-2019 - il ruolo fu ricoperto rispettivamente da Gennaro Volpe e Luca Nizzetto. Michele Troiano è il giocatore ad avere disputato più stagioni in Serie B come capitano: ha infatti indossato la fascia per tre annate sportive.
| Calciatore            | Ruolo | Stagioni al club                | Stagioni da capitano | Presenze | Reti |
| --------------------- | ----- | ------------------------------- | -------------------- | -------- | ---- |
| Angelo Devoto         | C     | 1920-1923                       | 1920-1923 (3)        | 36       | 1    |
| Emilio Delucchi       | C     | 1920-1924; 1927-1930            | 1923-1924 (1)        | 95       | 3    |
| (...)                 |       |                                 |                      |          |      |
| Hanty                 | C     | 1926-1927                       | 1926-1927 (1)        | 11       | 2    |
| Giuseppe Marchisotti  | C     | 1927-1931                       | 1927-1930 (3)        | 61       | 7    |
| Beppino Gatti         | A     | 1927-1937                       | 1930-1935 (5)        | 183      | 104  |
| (...)                 |       |                                 |                      |          |      |
| Antonio Cavina        | D     | 1949-1961                       | 1955-1956 (1)        | 271      | 1    |
| Emanuele Canepa       | C     | 1954-1961                       | 1956-1961 (5)        | 185      | 0    |
| Giorgio Piazza        | A     | 1953-1965                       | 1961-1962 (1)        | 305      | 50   |
| Basilio Parodi        | C     | 1958-1965                       | 1962-1963 (1)        | 195      | 58   |
| Giorgio Piazza        | C     | 1953-1965                       | 1963-1964 (2)        | 305      | 50   |
| Ermes Nadalin         | C     | 1959-1973                       | 1964-1965 (1)        | 388      | 8    |
| Mario Delle Piane     | C     | 1961-1970                       | 1965-1966 (1)        | 270      | 1    |
| Ermes Nadalin         | C     | 1959-1973                       | 1966-1967 (2)        | 388      | 8    |
| Mario Delle Piane     | C     | 1961-1970                       | 1967-1969 (3)        | 270      | 1    |
| Ermes Nadalin         | C     | 1959-1973                       | 1969-1972 (5)        | 388      | 8    |
| Alessandro Giordan    | D     | 1965-1974                       | 1972-1973 (1)        | 258      | 7    |
| Luigi Zolezzi         | C     | 1971-1975                       | 1973-1975 (2)        | 85       | 2    |
| Giorgio Favara        | A     | 1975-1978                       | 1975-1976 (1)        | 108      | 41   |
| Gianni Comini         | C     | 1965-1967; 1976-1977            | 1976-1977 (1)        | 90       | 8    |
| Ermanno Cristin       | A     | 1976-1980                       | 1977-1979 (2)        | 90       | 8    |
| Giorgio Fazzini       | C     | 1971-1981                       | 1979-1981 (2)        | 239      | 3    |
| Stefano Altovino      | A     | 1980-1982                       | 1981-1982 (1)        | 56       | 23   |
| Nello Saltutti        | A     | 1982-1983                       | 1982-1983 (1)        | 33       | 9    |
| Nello Scarpa          | C     | 1983-1987                       | 1983-1986 (3)        | 117      | 2    |
| Massimo Benedetti     | C     | 1984-1987                       | 1986-1987 (1)        | 99       | 4    |
| Alberto Mariani       | D     | 1983-1988                       | 1987-1988 (1)        | 140      | 0    |
| Gian Marco Costantino | C     | 1984-1990                       | 1988-1989 (2)        | 76       | 7    |
| Enrico Nicoli         | P     | 1987-1991                       | 1989-1991 (2)        | 82       | 0    |
| Michele Broso         | A     | 1991-1993                       | 1991-1993 (2)        | 53       | 5    |
| Dimitri Agata         | C     | 1992-1999                       | 1993-1996 (3)        | 152      | 20   |
| Alessandro Puppo      | D     | 1996-2000                       | 1996-1999 (3)        | 126      | 12   |
| Paolo Doni            | D     | 1999-2000                       | 1999-2000 (1)        | 14       | 0    |
| Paolo Livellara       | D     | 1998-2001; 2005-2008            | 2000-2001 (1)        | 123      | 6    |
| Alberto Ruvo          | D     | 1993-1996; 1998-1999; 2002-2006 | 2002-2006 (4)        | 234      | 17   |
| Gabriele Venuti       | C     | 1994-1999; 2005-2009            | 2006-2009 (3)        | 268      | 27   |
| Gianpaolo Castorina   | D     | 2007-2010                       | 2009-2010 (1)        | 83       | 0    |
| Gianluca Soragna      | A     | 2009-2011                       | 2010-2011 (1)        | 65       | 29   |
| Marco Villagatti      | D     | 2011-2012                       | 2011-2012 (1)        | 36       | 1    |
| Gennaro Volpe         | C     | 2011-2016                       | 2012-2015 (3)        | 150      | 2    |
| Michele Troiano       | C     | 2013-2018                       | 2015-2018 (3)        | 161      | 22   |
| Luca Nizzetto         | C     | 2017-2021                       | 2018-2021 (3)        | 81       | 4    |
| Andrea Paolucci       | C     | 2018-2023                       | 2021-2023 (2)        | 172      | 6    |
| Luca Parodi           | C     | 2022-2023                       | 2023-2024 (1)        | 71       | 2    |

Codici: P: Portiere, D: Difensore, C: Centrocampista, A: Attaccante.
Dati aggiornati al 28 aprile 2024.

## Statistiche individuali

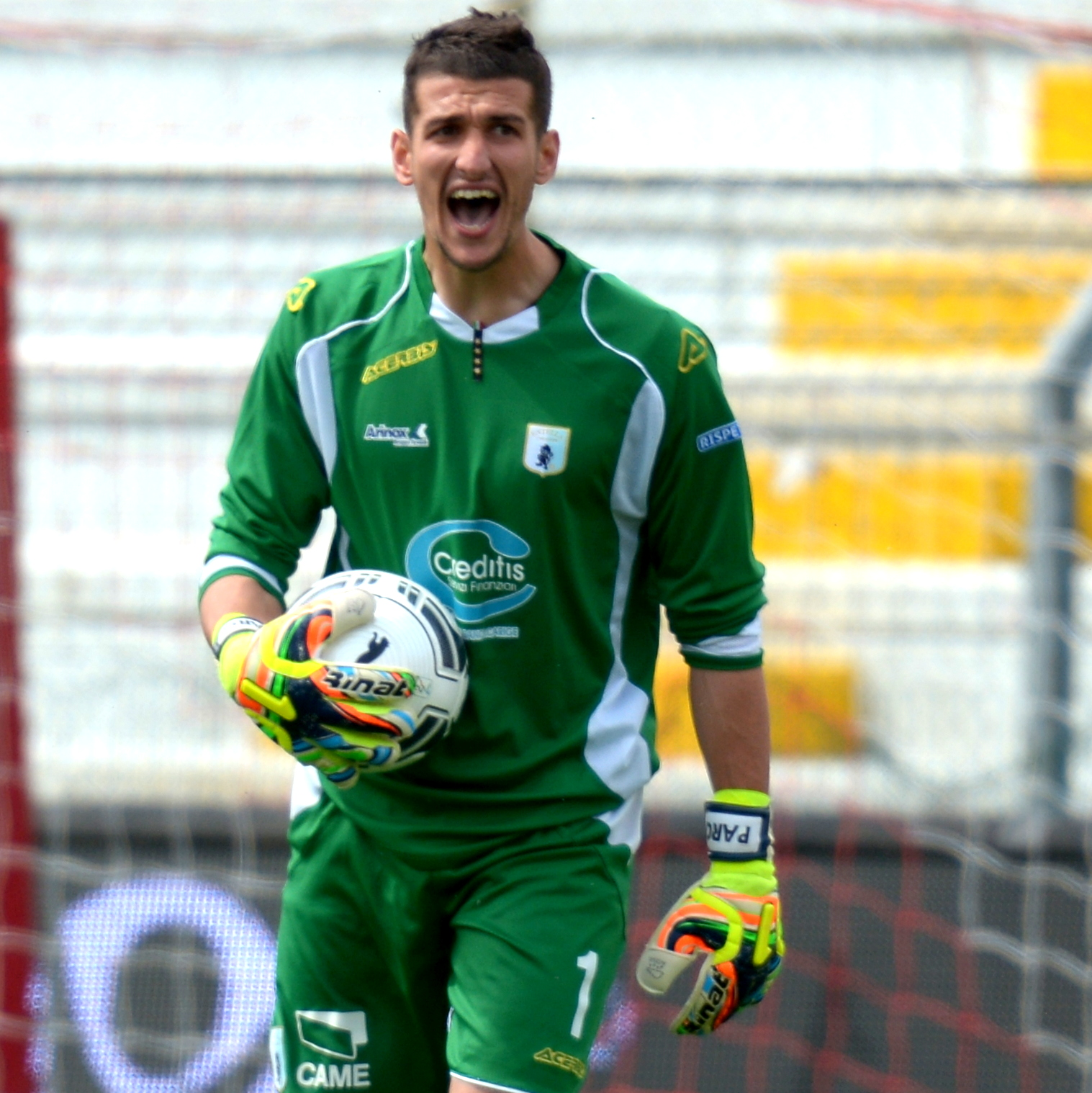
Andrea Paroni, il giocatore attualmente nella rosa dell'Entella con il maggior numero di presenze (277).

Il giocatore con più presenze nella storia dell'Entella è Ermes Nadalin, che disputò 388 partite ufficiali in 14 stagioni con la maglia biancoceleste, la maggior parte delle quali in Serie C negli anni 1960. Il giocatore ad aver realizzato il maggior numero di reti è invece Beppino Gatti, che in partite ufficiali ne mise a segno 104 in 11 stagioni, disputate principalmente negli anni 1930, in Serie C e antesignane.
All'inizio della stagione 2024-2025 il giocatore nell'organico dell'Entella con il maggior numero di presenze (277) in partite ufficiali è Andrea Paroni, mentre il giocatore ad aver realizzato più reti (12) in partite ufficiali è Andrea Corbari.
| Presenze in partite ufficiali 1. 388 - Ermes Nadalin (1959-1973) 2. 305 - Giorgio Piazza (1953-1965) 3. 277 - Andrea Paroni (2008-) 4. 271 - Antonio Cavina (1949-1961) 5. 270 - Mario Delle Piane (1961-1970) 6. 268 - Gabriele Venuti (1994-1999; 2005-2009) 7. 258 - Alessandro Giordan (1965-1974) 8. 250 - Pietro Cereghino (1974-1984) 9. 239 - Giorgio Fazzini (1971-1981) 10. 235 - Michele Pellizzer (2015-2023) 11. 234 - Alberto Ruvo (1993-1996; 1998-1999; 2002-2006) 12. 228 - Giovanni Canale (1932-1941) 13. 225 - Mario Bossarelli (1928-1939) 14. 215 - Luca Gandolfo (1981-1988) 15. 195 - Basilio Parodi (1958-1965) 16. 192 - Marco Guerra (1978-1986) 17. 185 - Emanuele Canepa (1954-1961) 18. 184 - Rodolfo Martinetto (1930-1935; 1937-1942) 19. 183 - Beppino Gatti (1927-1937) 20. 181 - Massimo Tronchi (1972-1980) 21. 180 - Elvio Fontana (1967-1972) 22. 179 - Stefano Poggi (1980-1986) 23. 173 - Wilmer Gazzaniga (1967-1969; 1970-1974) 24. 172 - Andrea Paolucci (2018-2023) 25. 166 - Mario Pacciani (1966-1971) 26. 163 - Michele Giachino (1934-1940; 1941-1942; 1945-1949) 27. 161 - Francesco Belli (2014-2019) 161 - Mario Pieri (1956-1962) 161 - Michele Troiano (2013-2018) 1. 158 - Giovanni Battista Sanguineti II (1925-1933; 1935-1936; 1939-1942) | Reti in partite ufficiali 1. 104 - Beppino Gatti (1927-1937) 2. 67 - Mario Bossarelli (1928-1939) 3. 58 - Basilio Parodi (1958-1965) 4. 50 - Giorgio Piazza (1953-1965) 5. 45 - Maurizio Antonucci (1983-1987) 6. 41 - Giorgio Favara (1974-1978) 41 - Giuseppe Sanguineti I (1954-1961) 1. 37 - Gino Becattini (1939-1943; 1946-1948) 37 - Gino Callegari (1945-1950) 2. 35 - Francesco Caputo (2015-2017) 3. 34 - Ugo Raso (1950-1956) 4. 32 - Luigi Benetti (1950-1952) 32 - Giovan Battista Giacometti (1958-1960) 5. 31 - Carlo Bellè (2002-2006) 31 - Wilmer Gazzaniga (1967-1969; 1970-1974) 31 - Daniele Rosso (2011-2014) 6. 30 - Silvio Merkaj (2021-2023) 7. 29 - Luca Alberti (2005-2007) 29 - Mario Pieri (1956-1962) 29 - Gianluca Soragna (2009-2011) 8. 28 - Orazio Gittone (1963-1964; 1968-1972) 9. 27 - Gabriele Venuti (1994-1999; 2005-2009) 10. 26 - Pietro Caviglia (1935-1943) 11. 25 - Natalino De Rossi (1960-1966) 25 - Roberto Scelfo (1997-1998; 2002-2003) 12. 24 - Romolo Castagnino (1930-1932; 1934-1935; 1937-1940) 24 - Emilio Schiaffino (1950-1952) 13. 23 - Stefano Altovino (1980-1982) 23 - Fiore Cò (1936-1937; 1939-1940) 23 - Andrea Evangelisti (1982-1985) 23 - Daniele Vasoio (2009-2011) |

Comprese tutte le partite in competizioni sotto l'egida dalla FIGC, inclusi spareggi, play-off e play-out.
In grassetto i giocatori attualmente nella rosa dell'Entella.
Dati aggiornati al 28 aprile 2024. 

### Record di presenze
| Campionato - 388 Ermes Nadalin (1959-1973) - 304 Giorgio Piazza (1953-1965) - 271 Antonio Cavina (1949-1961) - 270 Mario Delle Piane (1961-1970) - 264 Andrea Paroni (2008-) - 258 Alessandro Giordan (1965-1974) - 236 Gabriele Venuti (1994-1999; 2005-2009) - 235 Giorgio Fazzini (1971-1981) - 225 Pietro Cereghino (1974-1984) - 221 Michele Pellizzer (2015-2023)      | Coppe - 32 Gabriele Venuti (1994-1999; 2005-2009) - 30 Marco Guerra (1978-1986) 30 Stefano Poggi (1980-1986) 30 Alberto Ruvo (1993-1996; 1998-1999; 2002-2006) - 29 Luca Gandolfo (1981-1988) - 25 Pietro Cereghino (1974-1984) - 23 Andrea Stabile (1981-1986) - 22 Maurizio Antonucci (1983-1987) 22 Marco Cella (1991-1992; 1993-1996; 1997-1999) - 20 Alberto Mariani (1983-1988)                                                 | |
| Serie B - 152 Michele Pellizzer (2015-2023) - 127 Michele Troiano (2013-2018) - 120 Francesco Belli (2014-2019) 120 Alessandro Iacobucci (2015-2018) - 105 Luca Ceccarelli (2015-2018) - 99 Giuseppe De Luca (2017-2018; 2019-2021) - 94 Simone Iacoponi (2014-2017) - 80 Francesco Caputo (2015-2017) - 79 Pedro Costa Ferreira (2014-2017) - 76 Simone Palermo (2015-2018) | Serie C/Lega Pro Prima Divisione - 251 Ermes Nadalin (1959-1973) - 209 Alessandro Giordan (1965-1974) - 181 Mario Delle Piane (1961-1970) - 180 Elvio Fontana (1967-1972) - 166 Mario Pacciani (1966-1971) - 155 Giovanni Canale (1932-1941) - 144 Pietro Caviglia (1935-1943) - 132 Orazio Gittone (1963-1964; 1968-1972) - 123 Michele Giachino (1934-1940; 1941-1942; 1945-1949) - 116 Wilmer Gazzaniga (1967-1969; 1970-1974)     | Serie C2/Lega Pro Seconda Divisione - 92 Alberto Mariani (1983-1988) - 83 Fabrizio Gozzi (1985-1988) - 65 Claudio Moro (1986-1988) - 62 Andrea Paroni (2008-) - 61 Massimo Benedetti (1984-1987) - 60 Luca Gandolfo (1981-1988) - 59 Alessandro Zaccolo (1986-1988) - 58 Zaccaria Hamlili (2009-2013) - 55 Dario Catena (1986-1988) - 54 Giampaolo Ciarcià (2010-2012)                           |
| Coppa Italia - 13 Giovanni Canale (1932-1941) - 9 Pietro Caviglia (1935-1943) 9 Michele Pellizzer (2015-2023) - 8 Vittorio Bulla (1934-1939) 8 Andrea Paroni (2008-) 8 Michele Troiano (2013-2018) 8 Luigi Villa (1936-1939; 1941-1942) - 7 Francesco Belli (2014-2019) 7 Emanuele Origone (1935-1938; 1941-1942) 7 Michele Russo (2011-2015)                                | Coppa Italia Serie C/Lega Pro - 18 Alberto Mariani (1983-1988) - 15 Fabrizio Gozzi (1985-1988) - 12 Maurizio Antonucci (1983-1987) 12 Claudio Moro (1986-1988) - 11 Massimo Benedetti (1984-1987) 11 Nello Scarpa (1983-1987) - 10 Dario Catena (1986-1988) 10 Lorenzo Meazzi (2018-2024) - 8 Gian Marco Costantino (1984-1990) 8 Leonardo Di Cosmo (2018-2019; 2021-2023) 8 Zaccaria Hamlili (2009-2013) 8 Michele Russo (2011-2015) | Coppa Italia Dilettanti - 30 Alberto Ruvo (1993-1996; 1998-1999; 2002-2006) - 29 Gabriele Venuti (1994-1999; 2005-2009) - 25 Pietro Cereghino (1974-1984) - 24 Marco Guerra (1978-1986) 24 Stefano Poggi (1980-1986) - 22 Marco Cella (1991-1992; 1993-1996; 1997-1999) 22 Luca Gandolfo (1981-1988) - 21 Andrea Stabile (1981-1986) - 19 Ivan Braschi (1992-1998) 19 Vittorio Raffo (1992-1997) |

Comprese tutte le partite in competizioni sotto l'egida dalla FIGC, inclusi spareggi, play-off e play-out. 

In grassetto i giocatori attualmente nella rosa dell'Entella. 

Dati aggiornati al 28 aprile 2024. 

### Record di marcature
| Campionato - 100 Beppino Gatti (1927-1937) - 66 Mario Bossarelli (1928-1939) - 58 Basilio Parodi (1958-1965) - 50 Giorgio Piazza (1953-1965) - 41 Giorgio Favara (1974-1978) 41 Giuseppe Sanguineti I (1954-1961) - 37 Gino Callegari (1945-1950) - 36 Maurizio Antonucci (1983-1987) - 35 Gino Becattini (1939-1943; 1946-1948) 35 Francesco Caputo (2015-2017)                           | Coppe - 9 Maurizio Antonucci (1983-1987) 9 Alberto Ruvo (1993-1996; 1998-1999; 2002-2006) - 6 Juan Pablo Martin (2000-2001) - 5 Carlo Bellè (2002-2006) 5 Giuseppe Celeri (1994-1995) 5 Fiore Cò (1936-1937; 1939-1940) 5 Gian Marco Costantino (1984-1990) - 4 11 giocatori | |
| Serie B - 35 Francesco Caputo (2015-2017) - 20 Giuseppe De Luca (2017-2018; 2019-2021) - 17 Gaetano Masucci (2015-2017) 17 Michele Troiano (2013-2018) - 12 Andrea La Mantia (2017-2018) - 10 Matteo Mancosu (2018-2021) - 9 Michele Pellizzer (2015-2023) 9 Andrea Schenetti (2019-2022) - 8 Andrea Mazzarani (2014-2015) - 7 Pedro Costa Ferreira (2014-2017)                            | Serie C/Lega Pro Prima Divisione - 35 Gino Becattini (1939-1943; 1946-1948) - 30 Silvio Merkaj (2021-2023) - 25 Pietro Caviglia (1935-1943) 25 Orazio Gittone (1963-1964; 1968-1972) - 20 Wilmer Gazzaniga (1967-1969; 1970-1974) - 19 Gino Callegari (1945-1950) - 18 Mario Bossarelli (1928-1939) 18 Fiore Cò (1936-1937; 1939-1940) 18 Carlo Massolo (1941-1943) - 17 Beppino Gatti (1927-1937)                                 | Serie C2/Lega Pro Seconda Divisione - 16 Daniele Rosso (2011-2014) - 15 Maurizio Antonucci (1983-1987) - 11 Andrea Bertini (1986-1987) 11 Vincenzo D'Agostino (1985-1986) - 10 Lorenzo Staiti (2011-2016) - 9 Nunzio Lazzaro (2010-2012) - 8 Nicola Falcier (2011-2013) 8 Nicola Lenzoni (2011-2012) 8 Gianluca Soragna (2009-2011) - 7 Nicola Cavestro (1986-1988)                                            |
| Coppa Italia - 5 Fiore Cò (1936-1937; 1939-1940) - 4 Attilio Fossati (1935-1937) 4 Beppino Gatti (1927-1937) 4 Lorenzo Piana (1939-1940) - 3 Daniele Rosso (2011-2014) - 2 Gino Becattini (1939-1943; 1946-1948) 2 Simone Icardi (2018-2019) 2 Simone Magnaghi (2013-2014) 2 Lorenzo Meazzi (2018-2024) 2 Tomi Petrović (2017-2019; 2020-2021) 2 Rodolfo Martinetto (1930-1935; 1937-1942) | Coppa Italia Serie C/Lega Pro - 6 Maurizio Antonucci (1983-1987) - 4 Gian Marco Costantino (1984-1990) - 3 Damiano Farina (1987-1988) - 2 Andrea Bertini (1986-1987) 2 Alessio Cargiolli (2008-2012) 2 Alessandro Faggioli (2022-2024) 2 Lorenzo Meazzi (2018-2024) 2 Leonardo Morosini (2020-2023) 2 Michele Russo (2011-2015) 2 Luciano Spalletti (1985-1986) 2 Samuele Vianni (2018-2019; 2023-2024) 2 Luca Zamparo (2022-2024) | Coppa Italia Dilettanti - 9 Alberto Ruvo (1993-1996; 1998-1999; 2002-2006) - 6 Juan Pablo Martin (2000-2001) - 5 Carlo Bellè (2002-2006) 5 Giuseppe Celeri (1994-1995) - 4 Andrea Croci (2002-2009) 4 Andrea Dagnino (1994-1995; 1997-1998; 2002-2003) 4 Andrea Evangelisti (1982-1985) 4 Ugo Garbarino (1990-1995) 4 Nello Saltutti (1982-1983) 4 Roberto Schenone (1991-1995) 4 Corrado Tedeschi (1979-1980) |

Comprese tutte le partite in competizioni sotto l'egida dalla FIGC, inclusi spareggi, play-off e play-out.
In grassetto i giocatori attualmente nella rosa dell'Entella.
Dati aggiornati al 28 aprile 2024.

## Capocannonieri per singola stagione
In Serie C l'attaccante Fiore Cò vinse la classifica marcatori del girone C nella stagione 1936-1937, segnando 16 reti. Nella stessa stagione fu inoltre il secondo miglior marcatore in Coppa Italia - con 5 gol segnati - dietro ad Aldo Boffi del Milan che ne segnò 7.
In Serie D/Campionato Interregionale per due volte la classifica marcatori fu vinta da giocatori dell'Entella: Giovan Battista Giacometti nel girone A della Serie D 1959-1960 con 22 reti segnate e Maurizio Antonucci nel girone E del Campionato Interregionale 1984-1985 segnando 13 gol.

## Contributo alle Nazionali
Nazionali maggiori

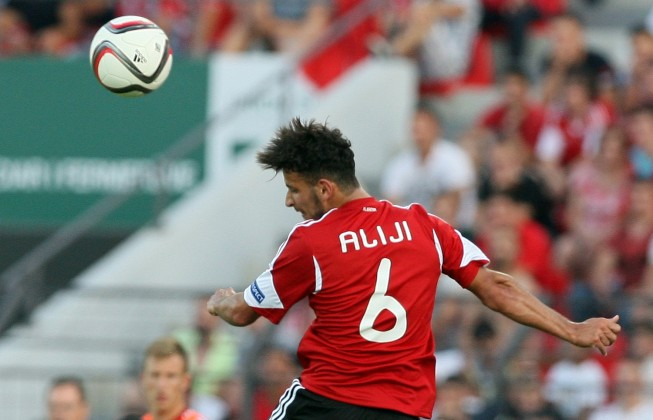
Naser Aliji, l'unico calciatore dell'Entella ad essere stato schierato da una nazionale maggiore.

Un solo giocatore dell'Entella è sceso in campo con la maglia di una nazionale maggiore durante il periodo di militanza nella società: Naser Aliji, schierato titolare dalla nazionale albanese in un'amichevole contro la Norvegia nel 2018.
Nazionali olimpiche
Nel 2021 Gabriel Cleur capitanò come fuori quota la Nazionale australiana Under-23 in occasione di incontri amichevoli in preparazione al torneo olimpico di Tokyo. Cleur, che con la stessa rappresentativa aveva ottenuto il terzo posto alla Coppa d'Asia di categoria nell'anno precedente, non venne successivamente convocato per i Giochi olimpici.
Nazionali Under-21
Sono tre i calciatori dell'Entella schierati da rappresentative Under-21: due dalla nazionale italiana (Cristian Battocchio nelle qualificazioni e nella fase finale del campionato europeo 2015 e Marco Sala nelle qualificazioni al campionato europeo 2021) e uno da quella polacca (Mateusz Lewandowski nelle qualificazioni al campionato europeo 2015).
Altre nazionali giovanili
Eros De Santis e Manuel Di Paola scesero in campo con la Nazionale italiana Under-20 nell'Elite League 2017-2018, mentre Eric Lanini e Francesco Belli lo fecero nel Torneo Quattro Nazioni, rispettivamente nelle edizioni 2013-2014 e 2014-2015. Con la stessa rappresentativa Francesco Zampano disputò alcune partite amichevoli nel 2012 ed in precedenza altri incontri con la Nazionale italiana Under-19. Sempre con la Nazionale italiana Under-19 Federico Bonini disputò alcune partite amichevoli nel  2019 e Nicolò Zaniolo le qualificazioni al Campionato europeo 2017 oltre a precedenti partite amichevoli con la Nazionale italiana Under-18; anche Francesco Puntoriere – nel 2016 – scese in campo sia con la Nazionale Under-19 sia con la Nazionale Under-18. Ovidijus Šiaulys prese parte alle qualificazioni al Campionato europeo di calcio Under-19 2017 ed al Campionato europeo di calcio Under-17 2016 con le rappresentative di categoria della Federazione calcistica della Lituania, mentre George Ganea disputò nel 2016 partite amichevoli con le Nazionali rumene Under-18 e Under-17.
Altre nazionali
Luca Mosca venne convocato dalla Nazionale universitaria di calcio dell'Italia in occasione della XXVI Universiade tenutasi a Shenzhen nel 2011, collezionando due presenze. Eros De Santis e Manuel Di Paola scesero in campo con la B Italia nel 2017.

## Hall of Fame
La Virtus Entella ha nel 2016 indicato come facenti parte della Hall of Fame tutti i giocatori che abbiano raggiunto le 100 presenze in campionato con il club.
Nel 2020 attraverso un sondaggio sul profilo ufficiale Facebook, la società ha invitato i sostenitori ad eleggere i migliori undici giocatori di tutti i tempi ad aver militato nella squadra, con il seguente risultato:
- Francesco Caputo (2015-2017)
- Simone Iacoponi (2014-2017)
- Cheick Keita (2015-2017)
- Andrea Paolucci (2018-2023)

- Andrea Paroni (2008-)
- Michele Pellizzer (2015-2023)
- Ermes Nadalin (1959-1973)
- Michele Troiano (2013-2018)

- Ighli Vannucchi (2012-2013)
- Gennaro Volpe (2011-2016)
- Nicolò Zaniolo (2016-2017)